# Their Greatest Hits (1971–1975)
| 전문가 평가                   | 전문가 평가 |
| 평가 점수                     | 평가 점수   |
| 출처                          | 점수        |
| ----------------------------- | ----------- |
| AllMusic                      | [ 1 ]       |
| Christgau's Record Guide      | B           |
| The Daily Vault               | A           |
| The Rolling Stone Album Guide | [ 4 ]       |

《Their Greatest Hits (1971–1975)》는 미국의 록 밴드 이글스가 1976년 2월 17일에 발매한 첫 번째 컴필레이션 음반이다. 이 음반에는 1971년 이글스가 결성된 이후부터 1975년까지 이 시기에 발매된 이글스의 첫 4장의 음반 수록곡들이 수록되어 있다.
《Their Greatest Hits (1971–1975)》가 5주 동안 머물렀던 미국 빌보드 200에서 1위에 올랐다. 〈One of These Nights〉와 〈Best of My Love〉는 둘 다 빌보드 핫 100에서 1위를 차지했다. 이 음반은 미국 음반 산업 협회 플래티넘 인증을 받은 첫 음반이라는 특징이 있는데, 1976년 미국에서 100만 장을 출하한 음반을 인정하기 위해 도입된 음반이다. 1976년 《빌보드》 연말 음반 차트에서 4위에 올랐고 2018년 8월 현재 빌보드 200에서 총 239주를 보냈다.
《Their Greatest Hits (1971–1975)》는 미국에서 20세기 베스트셀러 음반으로 2009년 아티스트 사망 후 마이클 잭슨의 《Thriller》에 추월될 때까지 몇 년 동안 미국에서 가장 많이 팔린 음반으로 남아 있었다. 2018년 8월 미국에서 가장 많이 팔린 음반의 타이틀을 되찾았고, 2017년 미국 의회도서관이 선정한 내셔널 레코딩 레지스트리에 "문화적, 역사적으로 또는 예술적으로 의미 있는 음반"으로 선정되기도 했다.

## 배경
《Their Greatest Hits (1971–1975)》는 1972년부터 1975년 사이에 발매된 9곡의 싱글과 음반 수록곡 〈Desperado〉로 구성되어 있다. 〈Tequila Sunrise〉를 제외한 이들 싱글은 모두 상위 40위 안에 들며 톱 10에 5개, 〈One of These Nights〉와 〈Best of My Love〉가 모두 싱글 차트 1위를 차지했다.
이글스의 매니저인 어빙 아조프는 "우리는 충분히 안타를 치기 때문에 첫 번째 최고의 히트를 내줄 때가 되었다고 판단했다"고 말했다. 그러나 돈 펠더에 따르면, 이 밴드의 멤버들 중 어느 누구도 이 컴필레이션 음반을 발매하기로 결정한 것에 대해 발언권이 없었다고 한다. 밴드는 이 음반이 "추가 제작비를 지불하지 않고 제품을 판매하려는 음반회사의 책략에 지나지 않는다"고 불평했다. 돈 헨리는 〈Tequila Sunrise〉나 〈Desperado〉와 같은 곡들이 음악의 본질과 질, 의미에 해롭다고 생각하는 방식으로 원곡의 맥락에서 들어 올려진 것에 대해 불만이었다. 그는 "음반사가 걱정했던 것은 분기별 보고서뿐이었다. 그들은 최고의 히트 음반이 좋든 싫든 상관하지 않고 그저 제품을 원했을 뿐이라고 말했다. 이 음반의 발매에 불만족스러웠음에도 불구하고, 이 밴드는 그들이 《Hotel California》 음반 작업에 더 많은 시간을 할애할 수 있게 해주었다고 생각했다.

## 곡 목록
| #  | 제목             | 작사·작곡                  | 음반                             | 재생 시간 |
| -- | ---------------- | -------------------------- | -------------------------------- | --------- |
| 1. | 〈Take It Easy〉 | 글렌 프라이, 잭슨 브라운   | 《Eagles》 (1972년)              | 3:29      |
| 2. | 〈Witchy Woman〉 | 돈 헨리, 버니 리던         | 《Eagles》 (1972년)              | 4:10      |
| 3. | 〈Lyin' Eyes〉   | 헨리, 프라이               | 《One of These Nights》 (1975년) | 6:21      |
| 4. | 〈Already Gone〉 | 롭 스트랜드런드, 잭 템프친 | 《On the Border》 (1974년)       | 4:13      |
| 5. | 〈Desperado〉    | 헨리, 프라이               | 《Desperado》 (1973년)           | 3:33      |

| #  | 제목                      | 작사·작곡                   | 음반                             | 재생 시간 |
| -- | ------------------------- | --------------------------- | -------------------------------- | --------- |
| 1. | 〈One of These Nights〉   | 헨리, 프라이                | 《One of These Nights》 (1975년) | 4:51      |
| 2. | 〈Tequila Sunrise〉       | 헨리, 프라이                | 《Desperado》 (1973년)           | 2:52      |
| 3. | 〈Take It to the Limit〉  | 랜디 마이즈너, 헨리, 프라이 | 《One of These Nights》 (1975년) | 4:48      |
| 4. | 〈Peaceful Easy Feeling〉 | 템프친                      | 《Eagles》 (1972년)              | 4:16      |
| 5. | 〈Best of My Love〉       | 헨리, 프라이, J. D. 사우더  | 《On the Border》 (1974년)       | 4:35      |

## 인증
| 국가                                                                                         | 인증          | 판매량/출하량 |
| -------------------------------------------------------------------------------------------- | ------------- | ------------- |
| 오스트레일리아 (ARIA)                                                                        | 8× 플래티넘   | 560,000^      |
| 캐나다 (뮤직 캐나다)                                                                         | 2× 다이아몬드 | 2,000,000^    |
| 홍콩 (IFPI 홍콩)                                                                             | 플래티넘      | 20,000*       |
| 영국 (BPI)                                                                                   | 플래티넘      | 300,000       |
| 미국 (RIAA)                                                                                  | 38× 플래티넘  | 38,000,000    |
| *판매량을 기반으로 한 인증 · ^출하량을 기반으로 한 인증 · 판매량+스트리밍을 기반으로 한 인증 |               |               |

## 같이 보기
- 가장 많이 팔린 음반 목록
- 미국에서 가장 많이 팔린 음반 목록